# Ксантон
Ксантон (также окись дифениленкетона, дибензо-γ-пирон) — органическое соединение с химической формулой C13H8O2. Получают при нагреве фенил-салицилата. В 1939 году ксантон начали использовать в качестве инсектицида. Ксантон используют также для получения ксантгидрола, применяемого для контроля уровня мочевины в крови.
В конце XIX века использовался как сырьё для синтетических органических красок жёлтого оттенка.

## В природе
Химическая структура ксантона является основой различных естественных органических соединений, которые иногда вместе именуются ксантонами. Чаще всего их связывают с тропическим фруктом мангостан, в кожуре которого содержится более 40 подобных соединений.
Известно около 200 ксантонов. Ксантоны являются естественными составляющими растений в семействах Боннетовые (Bonnetiaceae) и Клузиевые (Clusiaceae), можно найти в некоторых видах в семействе Подостемовые (Podostemaceae) (все эти семейства относятся к одному порядку — Мальпигиецветные).

### Ксантоны
Ксантоны - класс природных фенольных соединений, имеющих структуру дибензо-у-пирона. Название ксантонов происходит от греческого xanthos, что значит желтый, так как природные производные ксантона имеют желтую или кремовую окраску. Углубленные исследования ксантонов начались с 1969 г. в Японии, Франции, США, Швеции, Индии, а также в странах СНГ. В настоящее время насчитывается до 300 ксантоновых производных, выделенных из растений.
Среди большого числа известных ксантонов особенно широко распространены С-гликозиды мангиферин и изомангиферин.
Они плохо растворимы в воде, растворимы в спирте, ацетоне, этилацетате, нерастворимы в хлороформе, дихлорэтане.

## Получение
1. Из салицилово-фенильного эфира (салол) или из фенилсалициловой кислоты действием серной кислоты;
2. Из орто-диамидобензофенона при действии азотистой кислоты (В. Стэдель, 1894);
3. Из флуорана и гидрофлуорановой кислоты перегонкой с известью (Р. Мейер и Г. Гофмейер, 1892).

## Реакции
При осторожном сплавлении с едким кали ксантон превращается в диоксибензофенон. При обработке цинковой пылью, соляной кислотой и кристаллической уксусной кислотой ксантон переходит (аналогично бензофенону) — в двуокись этилен-тетрафенилена: O(C 6H4)2C:C(C6H4)2 O (темп. плавл. 315°). Подобно флавонам, ксантон не реагирует с гидроксиламином и фенилгидразином (оксим и гидразон ксантона). Впрочем, они получены Гребе и Редером (1899) через посредство ксантиона. О(C 6H4)2 CS (темп. плавл. 156°), полученного действием H 2 S на ксантоанил, О(C 6H4)2 С:N.С 6 Н 5 (темп. плавл. 134°).

## Физические свойства
Ксантон кристаллизуется в жёлтых иглах и является хромогенным веществом. Очень устойчив к ультрафиолетовому излучению. Может использоваться в солнечных батареях.